# Velikonoční pondělí

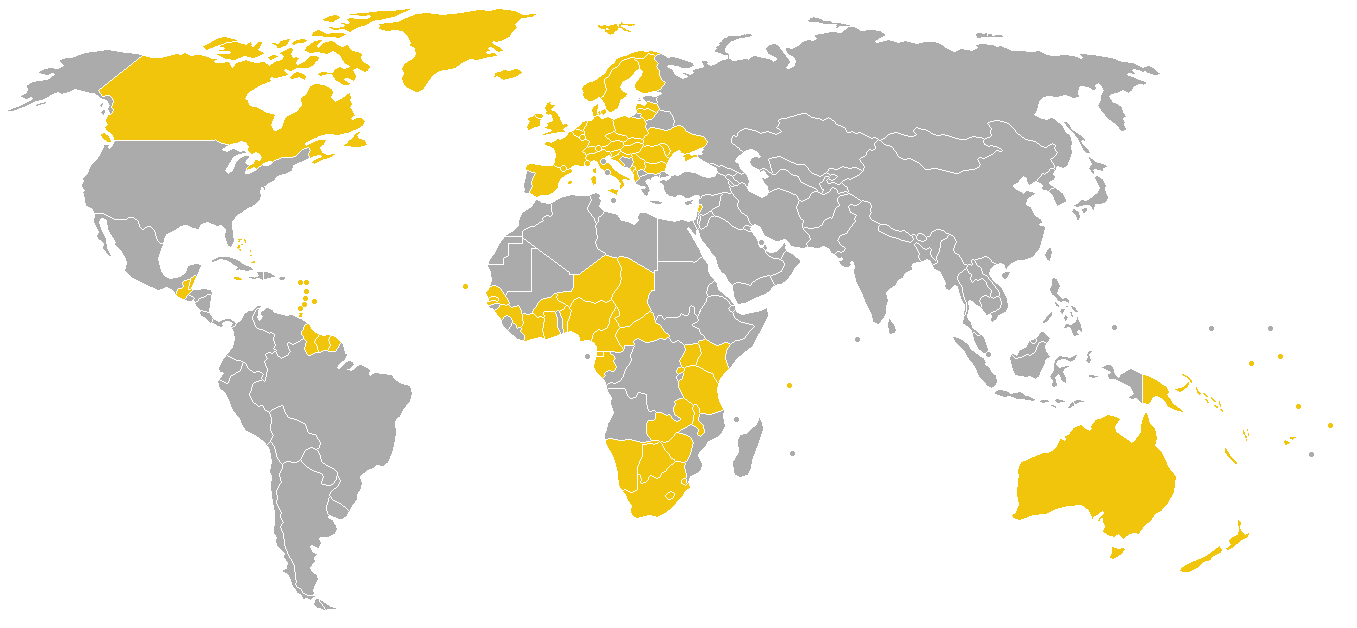
Státy, kde se slaví velikonoční pondělí jako svátek a nebo jako den pracovního klidu

Velikonoční pondělí (liturgicky Pondělí v oktávu velikonočním, někdy též Červené pondělí) je den, který následuje po neděli Zmrtvýchvstání Páně. V českém prostředí je spojeno s nejrůznějšími tradicemi a zvyklostmi, které lze zařadit k přechodovým rituálům končící zimy a nastávajícího jara. Tato nekřesťanská praxe byla v průběhu dějin v různých kulturách teologizována a zasazena do křesťanského rámce.
Církevní oslava Velikonoc má zcela jiný rámec, jímž je Kristovo vítězství nad smrtí (tj. vzkříšení) – základní bod celého křesťanství. Velikonoční pondělí je v pořadí druhým dnem velikonočního oktávu (osmidenní), kdy křesťané prožívají velikonoční radost ze svého vykoupení. Z liturgického hlediska je pondělí rovnocenné následujícím dnům oktávu. V minulosti bývalo zvykem, že po významných svátcích následoval jakýsi volný den (odtud např. Pondělí svatodušní či svátek svatého Štěpána). Tyto volné dny po svátcích doprovázely různé lidové zvyky, které byly součástí běžného života.

## Velikonoční pondělí v Česku
V Česku a na Slovensku je zvykem na Velikonoční pondělí chodit s pomlázkou. Pomlázka je z několika, většinou 6–12, nejčastěji vrbových proutků pletený šlehací nástroj, se kterým chlapci chodí na koledu a mrskají děvčata z okolí. Šlehání přes hýždě doprovází odříkávání různých koledních říkanek. Velikonoční mrskání děvčat jim má předat část jarní svěžesti vrbového proutí (mrskut a mrskání jsou názvy zažité především na Moravě, kde má zvyk velmi silnou tradici. V jiných regionech je možné se setkat s odlišnými výrazy pro totéž, např. šmigrust, šupání, vyšupat). Velikonoční koleda je spojena s odměnou pro koledníky. Tradičně to jsou především malovaná vajíčka neboli kraslice. Velikonoční koledování nabírá krajově rozličných podob. O pomlázce se zmiňuje již pražský kazatel 14. století Konrád Waldhauser.
Jako státem uznaný svátek v Československu bylo Velikonoční pondělí stanoveno vládním nařízením č. 63/1939 Sb. ze dne 9. března 1939. Tím zůstalo i během existence Protektorátu Čechy a Morava (1939–1945) a následně do konce roku 1946. V zákoně o úpravě svátkového práva č. 248/1946 Sb., účinném od 1. ledna 1947, již uvedeno nebylo, ale na základě novelizačního zákona č. 78/1948 Sb., účinného od 28. dubna 1948, se však jako státem uznaný svátek vrátilo. Podle nového svátkového zákona č. 93/1951 Sb., účinného od 1. ledna 1952, bylo Velikonoční pondělí dnem pracovního klidu. Po rozpadu Československa s koncem roku 1992 převzalo samostatné Česko beze změn československý zákon, který platil až do roku 2000. Na základě nového svátkového zákona č. 245/2000 Sb., s účinností od 9. srpna 2000, bylo Velikonoční pondělí zařazeno mezi ostatní svátky.
Na Velikonoční pondělí je od roku 2016 podle zákona č. 223/2016 Sb. zakázán prodej v obchodech, od listopadu 2019 se zákaz týká pouze maloobchodního prodeje (s výjimkami definovanými v zákoně). Maloobchodní prodejny s prodejní plochou 200 m² a více tak musí mít během Velikonočního pondělí ze zákona zavřeno, a to po celý den.